# Nikołaj Tatarczuk
Nikołaj Fiodorowicz Tatarczuk (ros. Николай Фёдорович Татарчук, ur. 10 stycznia 1928 w Stalino (obecnie Donieck), zm. 3 sierpnia 1991 w Moskwie) – radziecki polityk, członek KC KPZR (1986-1990).
W 1950 ukończył studia w Instytucie Rolniczym w Woroszyłowgradzie (obecnie Ługańsk), pracował jako agronom, starszy agronom i dyrektor stanicy w Kraju Krasnojarskim. Od 1955 aktywista KPZR, 1958-1960 zastępca szefa Krasnojarskiego Krajowego Zarządu Gospodarki Rolnej, 1960-1962 I sekretarz komitetu rejonowego KPZR, 1962-1963 szef terytorialnego zarządu produkcji kołchozowo-sowchozowej. Od stycznia 1963 do 26 grudnia 1964 II sekretarz Krasnojarskiego Krajowego Komitetu KPZR, a od 28 grudnia 1964 do 6 czerwca 1983 przewodniczący Komitetu Wykonawczego Krasnojarskiej Rady Krajowej. Od 24 sierpnia 1985 do 29 maja 1990 I sekretarz Komitetu Obwodowego KPZR w Kalininie, następnie na emeryturze. Od 6 marca 1986 do 2 lipca 1990 członek KC KPZR, deputowany do Rady Najwyższej ZSRR od 7 do 11 kadencji, deputowany ludowy ZSRR.

## Odznaczenia
- Order Lenina (trzykrotnie - 11 stycznia 1957, 27 sierpnia 1971 i 8 stycznia 1988)
- Order Rewolucji Październikowej (9 stycznia 1978)
- Order Czerwonego Sztandaru Pracy (dwukrotnie - 22 marca 1966 i 31 grudnia 1972)